# Filip Oillo
Filip Oillo, né en 1956 à Vannes, est un écrivain de langue bretonne.

## Biographie
Né à Vannes, d'une famille enracinée à Theix dans le Haut-Vannetais, Filip Oillo (Philippe Oillo pour l'état-civil) vit ses premières années en Algérie puis au Sénégal. Il apprend le breton auprès de ses grands-parents, puis en autodidacte, tout en suivant ses études qui le mèneront de Dakar à Paris (Maths Sup et Maths Spé au Lycée Louis-le-Grand), puis à Toulouse, où il obtiendra le diplôme d'ingénieur de l'École nationale de l'aviation civile.
Installé en Bretagne au début des années 1980, il participe activement au lancement de l'école Diwan de Landerneau et à celui du Festival Kann Al Loar de cette même ville, dont il sera président pendant plus de dix ans. 
Sa première nouvelle, Apokalips 9 (jeu de mots sur Apocalypse Now), paraît en 1988 dans la revue Al Liamm, suivie de plusieurs autres (Alc'hwez Ar Baradoz, Sant Emilion Da Virviken, Al Loman Dizanv, Palankin Ar Seizh Plijadur Warn-Ugent, ....).
En 1994, paraît sous sa plume, le premier tome d'une traduction, de l'espagnol du XVe siècle, du livre de bord de Christophe Colomb. (Kristol Goulm, Levr Bourzh Ar Veaj Kentañ, levrenn gentañ, Al Liamm).
En 1996, paraît aux éditions Al Liamm, son premier roman, Blaz An Holen (Le Goût du Sel), dont le manuscrit lui avait valu le Priz Langleiz (Prix Xavier de Langlais) en 1995. L'action se déroule en région brestoise, dans le Vannetais et au Koumbala, pays imaginaire d'Afrique noire. 
L'auteur a annoncé que ce premier roman connaîtra une suite, intitulée C'hwezh Ar Pebr (L'Odeur du Poivre).
En 2021, sa nouvelle Ar Sushi Disoursi, parue en 2020 dans la revue Al Liamm, remporte le Prix de la Nouvelle en Breton de la Mairie de Carhaix.
En 2021, paraît aux éditions Al Liamm, son deuxième roman, Dindan Ar Bili, An Traezh, qui remporte en 2022 le premier Prix Pêr Jakez Helias de l'Union des Ecrivains de Bretagne. Il s'agit d'une histoire d'amour qui se déroule entre la Bretagne et la Catalogne.

## Publications
- Levr Bourzh Ar Veaj Kentañ, traduction du Livre de Bord de Christophe Colomb, Al Liamm, 1994,  (ISBN 2-7368-0039-7)
- Blaz An Holen, roman, Al Liamm, 1996,  (ISBN 2-7368-0049-4), Prix Langleiz 1995.
- Dindan Ar Bili, An Traezh, roman, Al Liamm, 2021, Prix Pêr Jakez Helias 2022.
- Nouvelles : Apokalips 9, Alc'hwez ar Baradoz, Palankin Ar Seizh Plijadur Warn Ugent, Sant Emilion Da Virviken, Al Loman Dizanv, Ur Stand En Ur Gouel, Margarid, Ar Sushi Disoursi (Prix de la Nouvelle en Breton de la Mairie de Carhaix 2021).